# Джемини 12
Джемини 12 (на английски: Gemini 12) е американски космически кораб от второ поколение. Десети, последен пилотиран полет по програмата Джемини. Осемнадесети космически полет за САЩ и двадесет и шести в света.

## Екипаж

### Основен екипаж
| Пост           | Астронавт                          |
| -------------- | ---------------------------------- |
| Командир/пилот | Джеймс Ловел два космически полета |
| Пилот          | Едуин Олдрин един космически полет |

- Броят на полетите е преди и включително тази мисия.

### Резервен екипаж
| Пост           | Астронавт                           |
| -------------- | ----------------------------------- |
| Командир/пилот | Гордън Купър два космически полета  |
| Пилот          | Юджийн Сърнън един космически полет |

- Броят на полетите е преди тази мисия.

## Цели на мисията
Основните цели на полета са сближаване и скачване с мишената Аджена GATV-5001A, повдигане на нейната орбита до височина 555,6 км и излизане в открития космос. Второстепенните задачи включват 14 различни експеримента, отработване на маневри за скачване и автоматично кацане.

## Полетът
Стартът на мисията Джемини-12 е даден на 11 ноември 1966 г. Програмата на полета е изпълнена частично. При сближаването с мишената Аджена GATV-5001A излиза от строя радара на „Джемини“. Окончателното сближаване се осъществява по методика, разработена в доктората на Едуин Олдрин в Масачузетски технологичен институт. При разчетите на маневрите за сближаване, Олдрин използва ръчен секстант. На астронавтите не се отдава да стартират дистанционно двигателя на Аджена GATV-5001A и поради това е отменен прехода на орбита с по-висок апогей. Олдрин осъществява три космически разходки с обща продължителност 5 часа и 30 минути. По време на тези излизания, астронавта успява да се прехвърли на Аджена GATV-5001A и да закрепи 30 метрово въже за нейния корпус. С помощта на това въже е проведен успешен експеримент за гравитационна стабилизация на комплекса „Джемини – Аджена“. По време на полета са изпълнени и други експелименти. Кацането е осъществено на автоматичен режим. На 15 ноември 1966 г. „Джемини-12“ се приводнява на 4,8 км от разчетената точка.

## Параметри на мисията
- Маса на кораба: 3762,1 кг
- Перигей: 160,8 км
- Апогей: 270,6 км
- Инклинация: 28,87°
- Орбитален период: 88,87 мин

### Скачване сАджена
| Начало                    | Край                      | Продължителност               |
| ------------------------- | ------------------------- | ----------------------------- |
| 12 ноември 1966 01:06 UTC | 13 ноември 1966 20:18 UTC | 1 денонощие 19 часа 12 минути |

### Излизане в открития космос
| № | Астронавт    | Начало                    | Край                      | Продължителност  |
| - | ------------ | ------------------------- | ------------------------- | ---------------- |
| 1 | Едуин Олдрин | 12 ноември 1966 16:15 UTC | 12 ноември 1966 18:44 UTC | 2 часа 29 минути |
| 2 | Едуин Олдрин | 13 ноември 1966 15:34 UTC | 13 ноември 1966 17:40 UTC | 2 часа 06 минути |
| 3 | Едуин Олдрин | 14 ноември 1966 14:52 UTC | 14 ноември 1966 15:47 UTC | 55 минути        |

## Днес
Космическият апарат е изложен в Планетариума Адлер, Чикаго, Илинойс. Преди това капсулата е била дълги години в Музея на транспорта и технологията в Окланд, Нова Зеландия. На 9 ноември 2006 г. е върната в САЩ.

## Резултати
С тази мисия приключва програмата Джемини. НАСА успява да осъществи 10 пилотирани космически полета на кораби от второ поколение в рамките на по-малко от две години. За същия период СССР осъществява само два пилотирани полета. САЩ повеждат в космическата надпревара и на фона на блестящите резултати постигнати при втората им космическа програма, стъпването на лунната повърхност изглежда все по-реално. 1966 г. завършва с триумф за НАСА, но 1967 – ма започва с трагедия. Катастрофата на първия кораб от трето поколение Аполо 1 показва на американците, че лунната надпревара все още не е спечелена и до стъпването на Луната има много време и много задачи за решаване.

## Галерия
- Едуин Олдрин по време на космическа разходка
- Аджена GATV-5001A
- Джемини 12 на 4,5 м от Аджена GATV-5001A
- Джемини 12 задържа Аджена GATV-5001A с 30 м. въже
- Джеймс Ловел и Едуин Олдрин на борда на кораба след полета